# Ex-Dance
Ex-Dance – polski zespół muzyczny syntpopowy powołany do życia po rozpadzie pierwszego składu grupy Papa Dance. Stworzyli go trzej byli członkowie tego drugiego: Grzegorz Wawrzyszak (wokal), Tadeusz Łyskawa (w szybkim czasie odszedł i powrócił do Papa Dance) i Marek Karczmarek (keyboard). Oprócz nich skład grupy stanowili: Piotr Prusiński, Krzysztof Kasprzyk i Michał Coganianu. 
Zespół zadebiutował w sierpniu 1986 roku w Programie IV Polskiego Radia, a miesiąc później wystąpił na scenie. W 1987 roku wziął udział w licznych imprezach muzycznych oraz w programach telewizyjnych (m.in. Od Opola do Opola, Videoteka, Przeboje Dwójki).
Formacji udało się nagrać kilka singli, m.in. Powrót Donalda, Czarny smog i Między nami tania gra. Powstały również teledyski do najpopularniejszych utworów. Grupa rozpadła się pod koniec 1988 r. 
Reaktywacja formacji nastąpiła w 2005 roku z inicjatywy Wawrzyszaka. Obok niego w zespole występuje były członek drugiego składu Papa Dance - Andrzej Zieliński. Wiosną 2006 roku wydana została ich pierwsza płyta pod tytułem Rzeka snów, z której pochodzi m.in. utwór Gdy Tobie kłamałem.
W 2022 roku zespół wrócił do nazwy Papa Dance, a skład z Pawłem Stasiakiem nadal występuje pod nazwą Papa D.